# お転婆キキ (1931年の映画)
『お転婆キキ』（Kiki）は、1931年のアメリカ合衆国のプレコード・ロマンティック・コメディ映画。
メアリー・ピックフォード、レジナルド・デニー出演、サム・テイラー監督。1921年のデーヴィッド・ベラスコの同名戯曲を基にし、1926年のノーマ・タルマッジ出演の同名サイレント映画のリメイクである。

## あらすじ
キキ（メアリー・ピックフォード）は解雇されたばかりの不運なフランス人コーラスガールである。解雇が不服なキキはプロデューサーのビクター・ランドール（レジナルド・デニー）に会いに行く。しかしビクターは多忙によりキキの来訪を不愉快に思う。オフィスから追い出すために、仕方なく復職を約束する。キキが去る時、ハンドバッグの中からハート型など多くのビクターの写真がこぼれ落ちる。キキは密かにビクターに想いを寄せているのである。
次のショーではキキのせいでめちゃくちゃになり、再度解雇される。再度ビクターのオフィスに文句を言いに行く。ビクターはキキのことが気に入り、アパートに連れていく。キキはビクターの元妻ポーレット・ヴェイル（マーガレット・リヴィングストン）の写真を見つける。ビクターはキキにキスをするが、キキは侮辱されたと思い、ビクターの頬を叩く。キキは別室に隠れ、ビクターがポーレットのことをまだ忘れていないことに気付き、自分が利用されたと感じる。
キキは眠ってしまい、翌朝ポーレットからの手紙を見つける。ビクター宛てだったがキキはそれを読む。ポーレットが前夜のことをビクターに謝り、やり直したいという内容である。キキは嫉妬し、手紙を握りつぶして焼こうとする。執事はキキが不快で、追い出そうとする。キキがポーレットの手紙を盗んだことを執事から聞き、ビクターはキキに問いただす。ビクターは手紙を見つけ読む。
ビクターとキキは話し合い、仲良くなる。しかしビクターがポーレットからの電話を受けたことでキキは怒る。ポーレットがビクターのアパートを訪ねると、キキは激怒し、自分こそがビクターと愛し合っており結婚する予定だとポーレットに語る。ビクターは、ポーレットに威嚇するようなキキに退室を促す。
ビクターとポーレットは再び愛し合うが、キキがまだアパートの中にいることに気付く。キキは気を失ったふりをする。ビクターはキキをベッドに休ませると、キキはビクターにキスをする。ビクターはポーレットに、キキを独りにできないと語る。ポーレットは裏切られた気持ちになり、ビクターのもとを去る。ビクターとキキはついに互いの愛を確認し、キスをする。

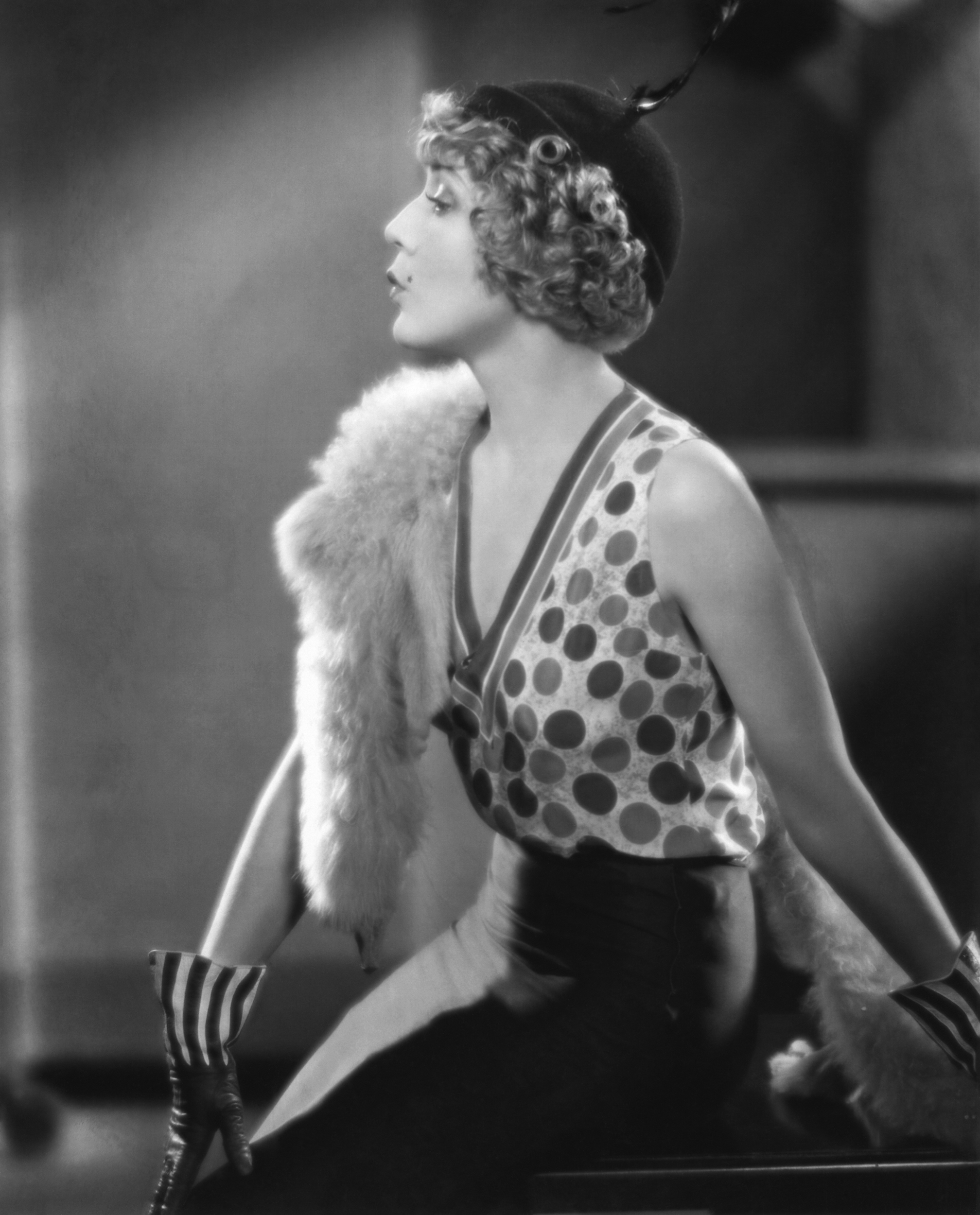
映画のシーン
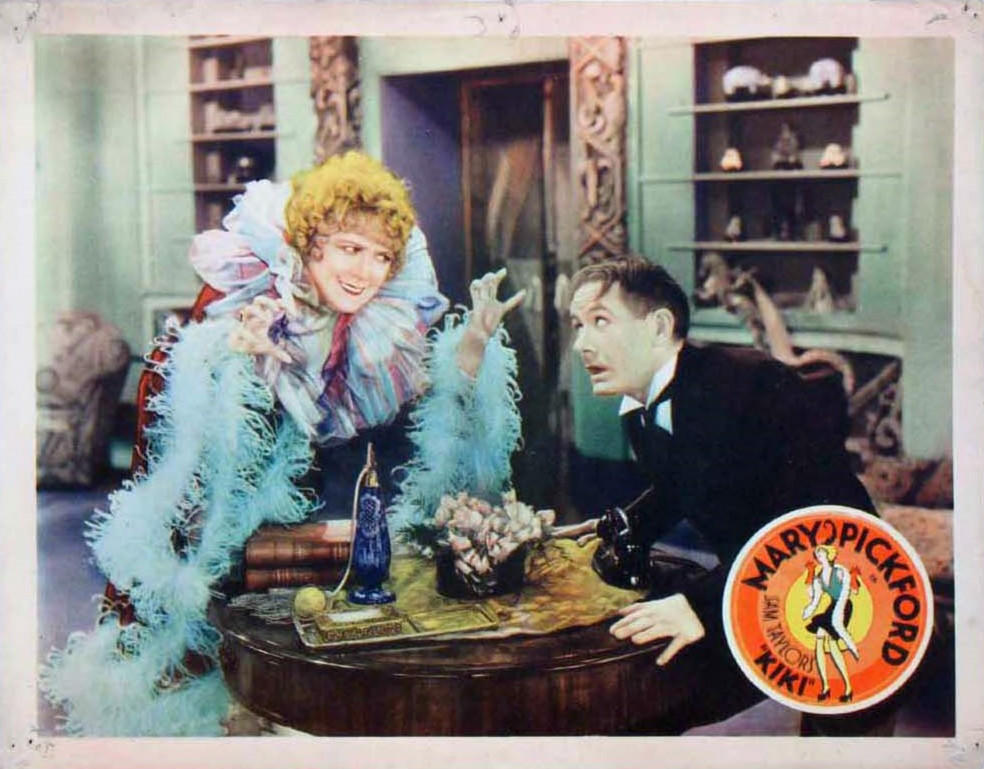
ロビーカード
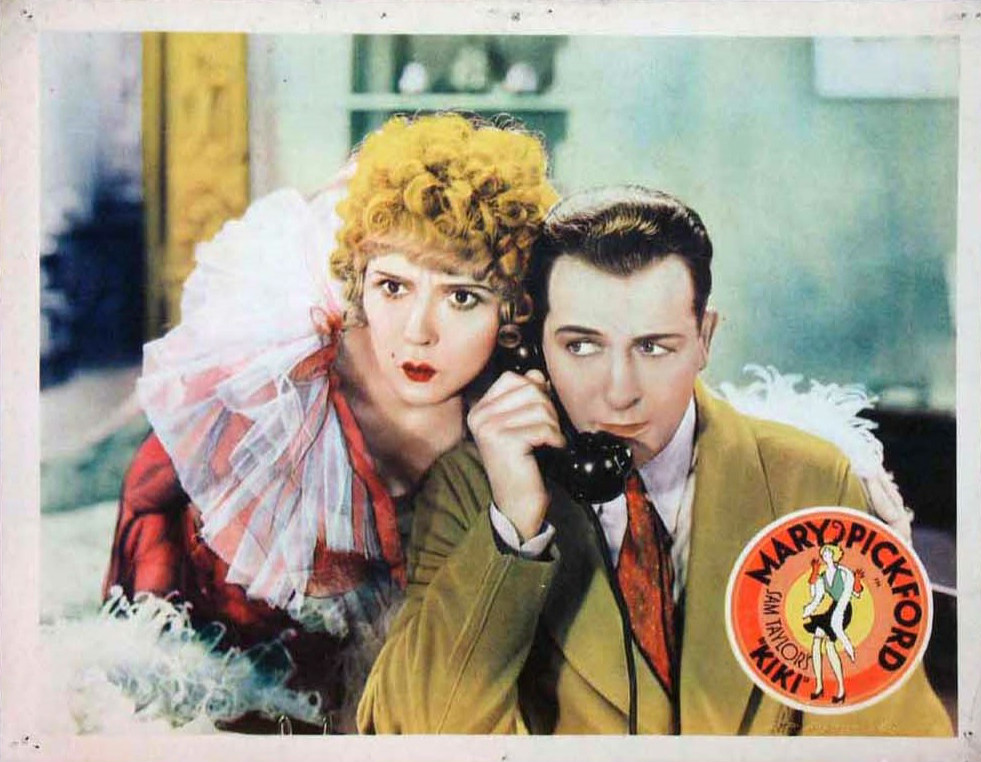
ロビーカード2
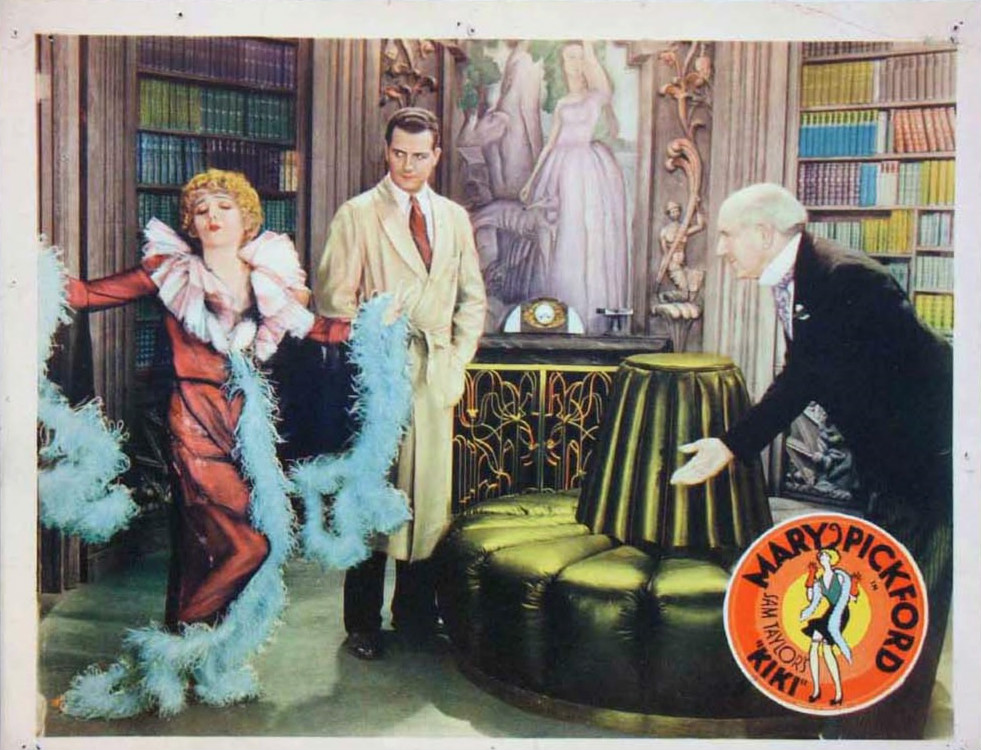
ロビーカード3

## 出演者
- キキ：メアリー・ピックフォード
- ビクター・ランドール：レジナルド・デニー
- アルフレッド・ラップ：ジョセフ・コーソーン（英語版）
- ポーレット・ベイル：マーガレット・リヴィングストン
- エディ：フィル・ティアド（英語版）
- バンソン：フレッド・ウォルトン（英語版）
- スマイリー医師：エドウィン・マックスウェル（英語版）
- ジョージ・デイヴィス（クレジット無し）
- ゴールドウィン・ガールズ：ベティ・グレイブル（クレジット無し）、ドロシー・ホワイト（クレジット無し）
- エドマンド・モーティマー（クレジット無し）
- フレッド・ウォレン（クレジット無し）
- ブルー・ワシントン（クレジット無し）

## 公開
1931年に公開された。「ニューヨーク・タイムズ」の映画評論家モルダント・ホールは、この作品のコメディ要素、性格描写を認めたが、長年のピックフォード・ファンたちは無邪気な初期の頃と比べて開放的な大人の役には慣れておらず、最終的な興行収入の低さに繋がった。
カリフォルニア大学ロサンゼルス校映画テレビアーカイブにフィルムが保存されている。2016年3月1日、ピックフォード最後のトーキー映画としてアルファ・ビデオからDVDがリリースされた。ユナイテッド・アーティスツ設立後、ピックフォードの映画で初めて興行収入が製作費を下回った。